# SN 2003lz
SN 2003lz – supernowa odkryta 30 października 2003 roku w galaktyce E428-G13. W momencie odkrycia miała maksymalną jasność 17,10m.